# Битва при Вильяфранка (1809)
Битва при Вильяфранка-дель-Бьерсо состоялась 17 марта 1809 года во время французской оккупации Леона в ходе Пиренейской войны. После кровавой четырёхчасовой осады маленький и изолированный французский гарнизон в Вильяфранке сдался испанской регулярной армии под командованием бригадира Габриэля де Мендисабаля и генерала Педро Каро, 3-го маркиза ла Романы.

## Предыстория
В 1809 году испанские военные операции на севере Испании были отмечены спорадическими усилиями испанцев по изгнанию французского 4-го корпуса маршала Нея из провинций, которые он захватил после разгрома испанских армий в прошлом году. Части армий, разбитых французами и действовавших совместно с около 30 тыс. партизан и ополченцев, бродили по берегам Галиции и Астурии, совершая набеги и перестрелки с корпусом Нея в 17 тыс. солдат. Гарнизоны, оставляемые в завоёванных городах враждебного региона, съели большую часть ресурсов Нея, и в марте 1809 года французы оставили Виго и Туй и ушли из кишащей партизанами южной части Галисии.
Одна из оставшихся частей испанской регулярной армии, дивизия генерала Педро Каро, 3-го маркиза ла Романы, обосновалась в Астурии и преследовала французов в Леоне и Галисии, безнаказанно захватывая солдат имперских войск и их припасы. В марте части этой дивизии, вооружённые французской 12-фунтовой пушкой и боеприпасами к ней, обнаруженными на заброшенном посту в Понферраде, нанесли удар по французским линиям сообщения с Мадридом, атаковав французский пост в Вильяфранке.

## Битва
Авангард нападающих составляли примерно 1,5 тыс. человек из полков Zaragoza и Zamora под командованием Мендисабаля. 17 марта они вошли на площадь Вильяфранки и приблизились к французам, укрепившимся в замке. Разгорелась битва, в которой погибло несколько испанских офицеров. После четырёх часов боёв французы согласились капитулировать.
Один источник указывает силы генерала Романы как 3,8 тыс. испанских военнослужащих и шесть артиллерийских орудий. В эту группу входили по два батальона из пехотных полков Princesa и Asturias. Французские силы численностью 1,2 тыс. человек содержали один батальон 6-го лёгкого пехотного полка и несколько сотен больных и раненых солдат. Французы потеряли 700 убитых и раненых, а 574 раненых солдат попали в плен. Испанские потери неизвестны. Другой источник писал, что у испанцев было 6 тыс. человек.